# Prostitución de ventana

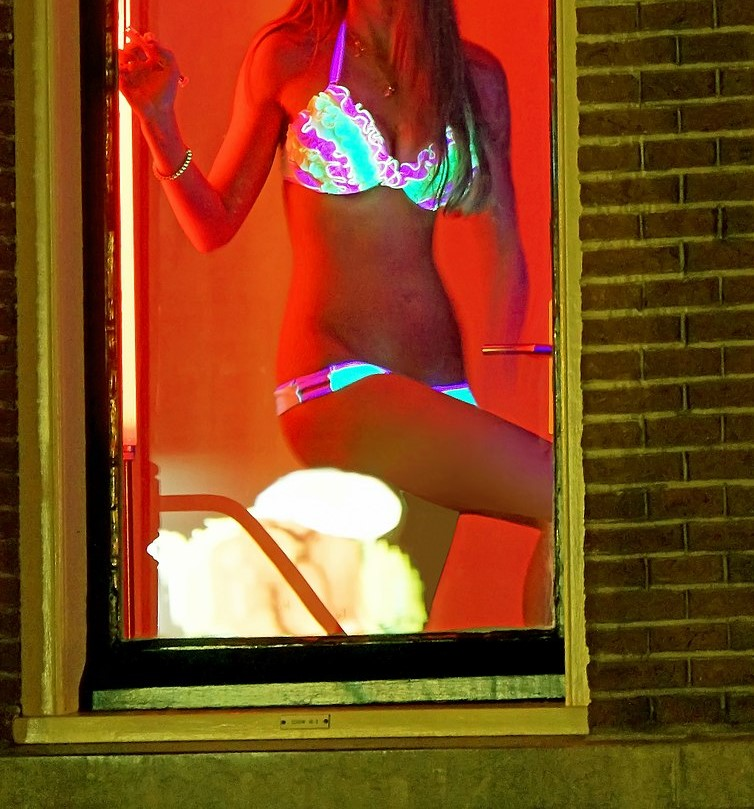
Prostituta de ventana iluminada de rojo vestida con lencería acentuada por la luz negra.

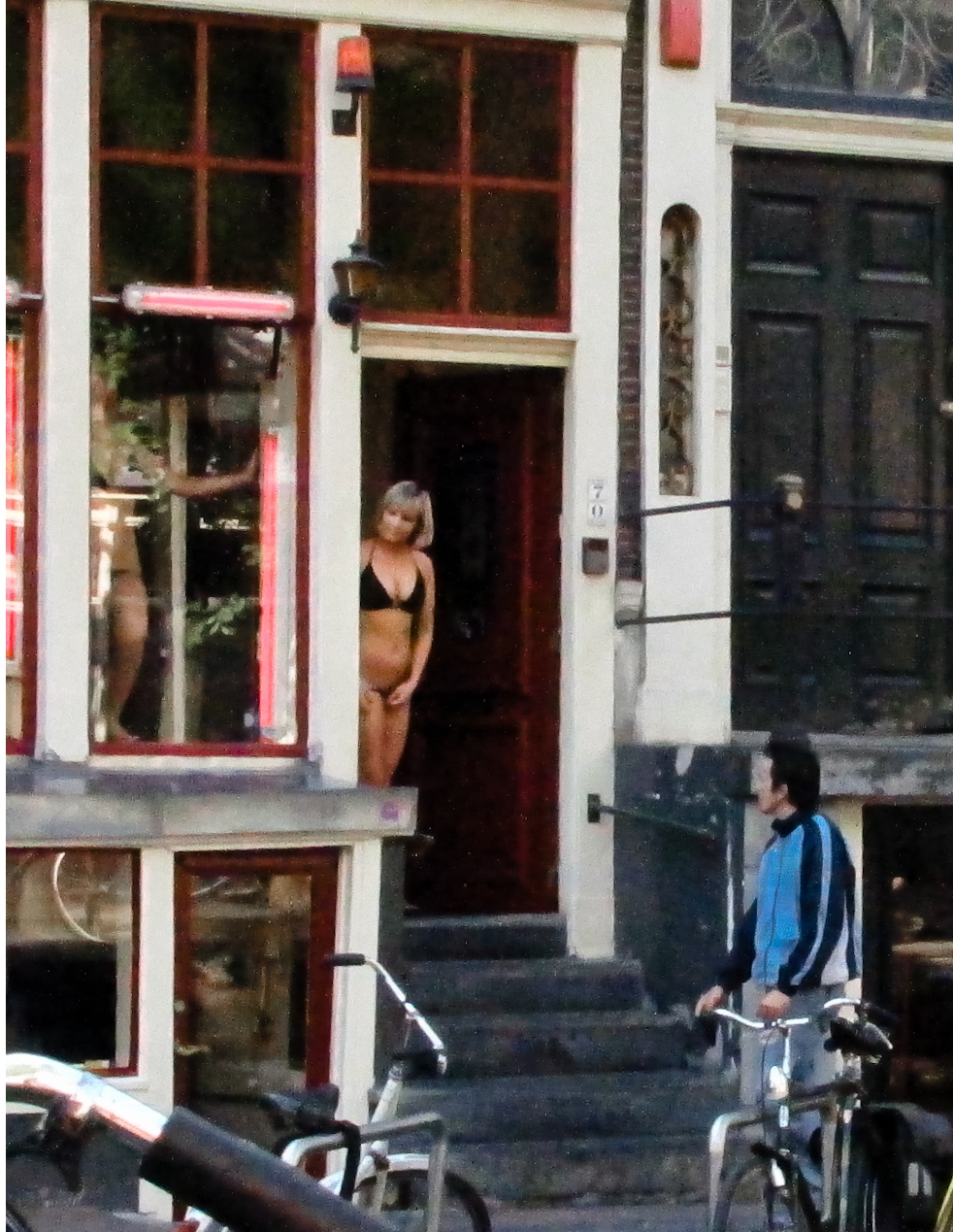
Una prostituta tras una ventana y otra en la puerta de un cuarto con ventanal en Ámsterdam.

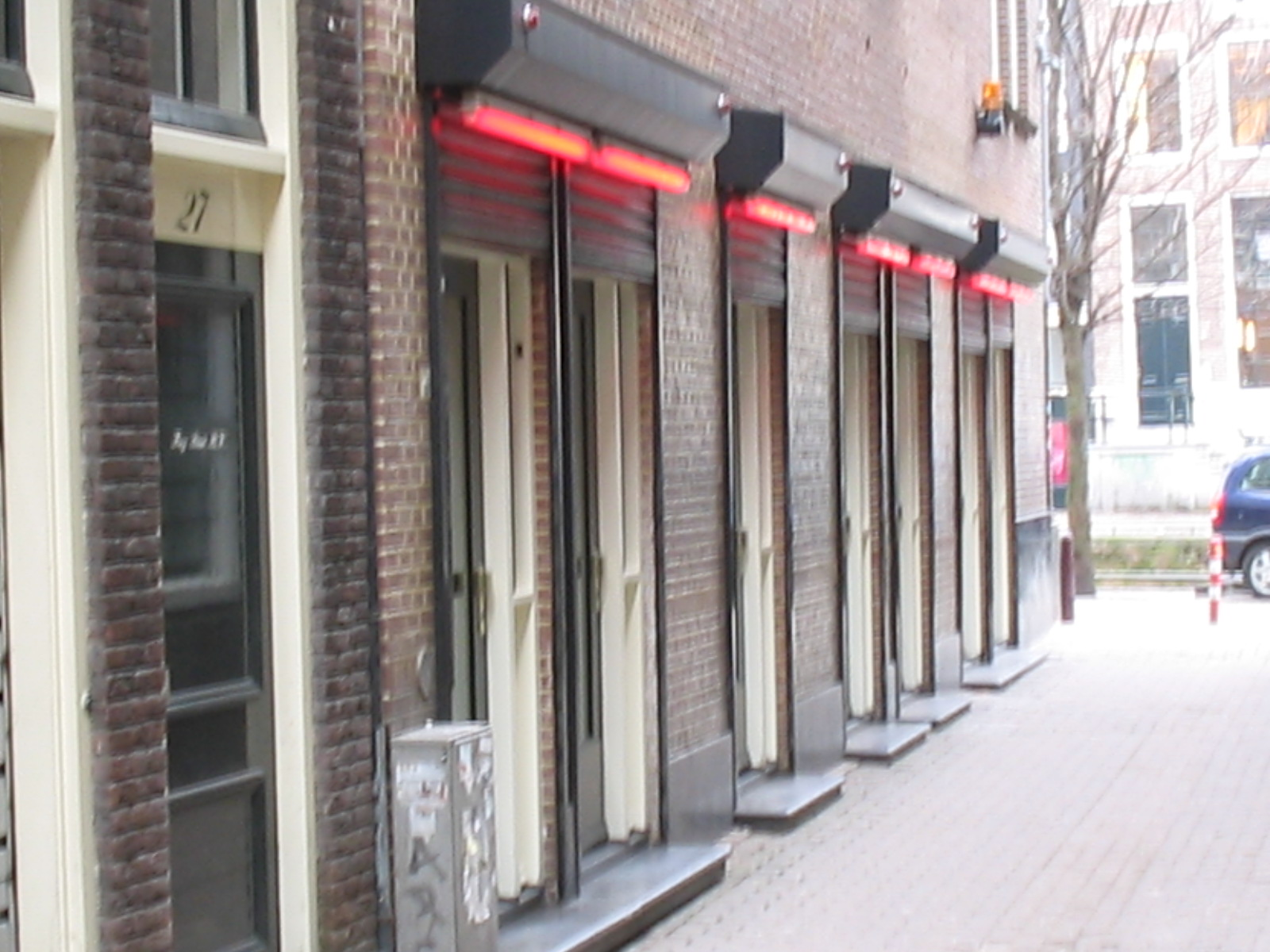
Ventanas con lámparas rojas en el barrio rojo de Ámsterdam.

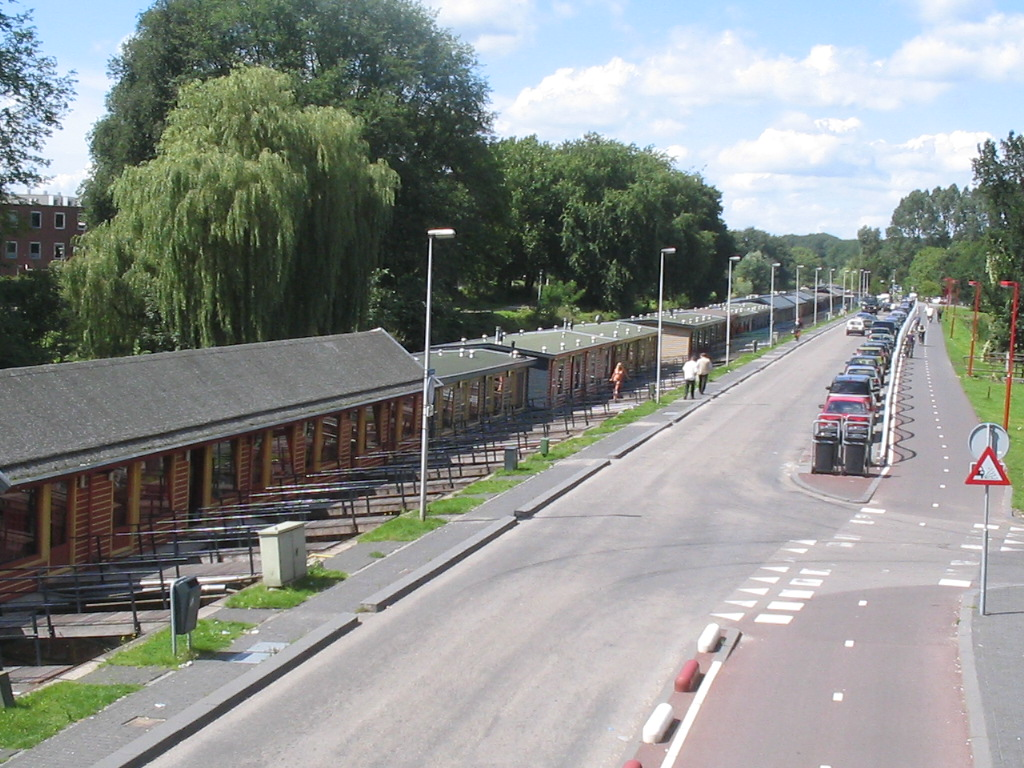
La prostitución de ventana en Utrecht se daba antiguamente, entre otros lugares, en casas flotantes sobre el río Vecht.

La prostitución de ventana es una forma de prostitución bastante común en los Países Bajos, Alemania, Bélgica y en la ciudad de Ginebra, en Suiza. La prostituta alquila una ventana más la habitación que hay tras ella durante un cierto período de tiempo, a menudo por un día o por parte de un día. La prostituta es, en principio, independiente y atrae a sus propios clientes, negociando también el precio y los servicios que se prestarán. El alquiler de ventanas también suscita algunas cuestiones legales para las prostitutas; en los Países Bajos, por ejemplo, han de obtener una licencia y hacer la declaración de la renta para poder trabajar tras una ventana.

## Historia y situación actual
Si bien la prostitución de ventana tiene su origen en los Países Bajos a finales del siglo XIX, coincidiendo con la aparición de las primeras ordenanzas municipales contra los prostíbulos, esta modalidad de trabajo sexual no despegó hasta la prohibición total de los lupanares en 1911. Dicha prohibición tampoco permitía la prostitución callejera. Sin embargo, alquilar una habitación como particular y mirar por la ventana era una actividad inocente.
Tras la Segunda Guerra Mundial, la prostitución continuaba siendo una actividad clandestina, en la cual era imperativa la discreción. Alrededor de 1948 las prostitutas se sentaban tras las ventanas, bien vestidas, como si fuesen amigas que simplemente hubieran quedado para conversar. Para la década de 1950, la prostitución de escaparates en el Barrio Rojo era todavía un asunto a pequeña escala. Estas eran conocidas especialmente por el apodo. Por ejemplo, trabajaban allí prostitutas que se hicieron conocidas con los nombres de Citroenkut, Lien de Boskat y Karbonadehoer. En esa época, también había prostitutas tras algunas ventanas de Poeldijksestraat, en La Haya.
El auge del turismo y la atención por el Barrio Rojo de Ámsterdam en la prensa internacional en los años sesenta del siglo XX conducen a un gran avance en el cese de su aislamiento. Además, bajo la influencia de la moral cambiante, la policía hizo cada vez más la vista gorda. La actitud de la sociedad hacia la prostitución se volvió más pragmática y menos moralista. En los últimos años sesenta, la ropa común fue reemplazada por medias de rejilla, minifaldas y suéteres transparentes.
En casi todas las ciudades holandesas con prostitución de escaparates, excepto en Rotterdam, se desarrolló una política específica en la década de 1980. En otros países, como Bélgica, se puede constatar la existencia de ventanas para prostitutas desde, por lo menos, principios de la década de 1990. En la ciudad de Zúrich, en Suiza, la prostitución registró una gran expansión a principios de los años 2000. Pese a que sólo algunos burdeles de Langstrasse permitían a las prostitutas mostrarse tras escaparates, estas ventanas fueron vistas como una elusión de la prohibición municipal de la prostitución callejera, razón la cual motivó la prohibición de la prostitución de ventana. La ciudad de Ginebra le tomaría el relevo, permitiendo la prostitución tras sus escaparates a partir del año 2010.
Actualmente, existen escaparates para prostitutas en, al menos, 12 ciudades holandesas, 16 municipios belgas y 17 ciudades alemanas, más la ya nombrada ciudad suiza de Ginebra; bien se encuentren estos en casas particulares a pie de calle o en establecimientos sexuales. Esto incluye, en el caso de Bélgica, al menos dos carreteras entre ciudades, con ventanas para prostitutas distribuidas a lo largo de varios municipios. En el caso de los Países Bajos, sólo en la ciudad de Ámsterdam, se estiman alrededor de 2000 prostitutas de ventana distribuidas en 500 ventanas entre De Wallen, Singel y De Pijp.

## Ciudades con ventanas para prostitutas

### Alemania
- Aquisgrán - Antoniusstrasse.[11]
- Bochum - Im Winkel.[12]
- Bremen - Helenenstrasse.[13]
- Bremerhaven - Lessingstrasse (Twischkamp).[14]
- Brunswick - Bruchstrasse.[15]
- Colonia - Pascha (reabierto en noviembre de 2021).[16][17]
- Dortmund - Linienstrasse.[18][19]
- Dresde - Eros-Center de Hamburgstrasse.[20][21]
- Duisburgo - Vulkanstrasse.[22]
- Düsseldorf  - Bahndamm (también llamado Hinter dem Bahndamm) de Industriestraße,[23] FKK Ocean's de Oberhausener Strasse.[24]
- Essen - Stahlstrasse.[25]
- Fráncfort - Bahnhofsviertel.[26]
- Hamburgo  - Herbertstrasse (San Pauli).[27]
- Hannover - Ludwigstrasse.[28]
- Karlsruhe - Brunnenstrasse.[29]
- Mannheim  - Lupinestrasse.[30]
- Núrenberg - Frauentormauer.[31]
- Oberhausen - Flasshofstrasse.[32]

### Bélgica
- Amberes - Schipperskwartier.[33][34]
- Awans - Carretera N3.[35]
- Bruselas - Rue d'Aerschot/Aarschotstraat[36] (Schaerbeek), Rue Linné/Linnestraat, Rue de la Prairie/Weidestraat y Rue des Plantes/Plantenstraat (Saint-Josse-ten-Noode)[37][38] Anteriormente, en Saint-Josse, también había ventanas de prostitución en la Rue de la Rivière/Rivierstraat.[39][40]
- Charleroi - Carretera N5 (Gosselies).[41]
- Crisnée - Luikersteenweg (Chaussée d'Amour).[42][43]
- Deinze - Kortrijksesteenweg.[44]
- Gante - Pieter Vanderdoncktdoorgang (también conocida como Calle de Cristal) Schepenvijverstraat y Belgradostraat (Het Zuid),[45][46] Kortrijksesteenweg (Sint-Denijs-Westrem).[47]
- Gembloux - N4 (Carretera a Namur).[48]
- Heers - Luikersteenweg (Chaussée d'Amour).[42]
- Oreye - Luikersteenweg (Chaussée d'Amour).[42][43]
- Ostende - Vrijhavenstraat y Vooruitgangstraat (Hazegras).[49]
- Lieja - Rue Varin (Guillemins).[50]
- Seraing - Rue Philippe de Marnix.[51]
- Sint-Martens-Latem - Kortrijksesteenweg.[52]
- Sint-Truiden - Luikersteenweg (Brustem) (Chaussée d'Amour).[53]
- Waarloos - Grote Steenweg.[54]

### Países Bajos
- Alkmaar  - Achterdam.[55]
- Almelo - Red Light Heaven de Bornerbroeksestraat.[56]
- Ámsterdam  - De Wallen,[57] Singel,[58] Ruysdaelkade (De Pijp).[58]
- Deventer  - Bokkingshang.[59]
- Doetinchem  - Roerstraat.[60]
- Eindhoven  - Baekelandplein (Woensel-Zuid).[61] Anteriormente había ventanas de prostitución en Edisonstraat, también en el distrito de Woensel-Zuid.[62]
- Groninga  - Nieuwstad.[63]
- Haarlem  - Begijnhof.[64]
- La Haya  - Geleenstraat y Hunsestraat (Rivierenbuur-Zuid),[65][66] Doubletstraat (Centro Viejo).[67]
- Leeuwarden  - Weaze.[68]
- Nimega  - Nieuwe Markt.[69]
- Utrecht - Nieuwe Zandpad (próximamente).[70][71][72]

### Suiza
- Ginebra - Les Pâquis.[9][73]

## Ciudades que antiguamente tuvieron ventanas para prostitutas

### Corea del Sur
- Seúl - Se instalaron ventanas en el barrio rojo de Cheongnyangni 588 en un esquema de mejora respaldado por el gobierno antes de los Juegos Olímpicos de 1988.[74] Cheongnyangni 588 fue derruido para la construcción de centros comerciales en 2016.[75]

### Países Bajos
- Arnhem - En enero de 2006, su barrio rojo local (en Spijkerkwartier) fue clausurado.[76]
- Heerenveen  - El pequeño barrio rojo local, ubicado en Munnikstraat, fue clausurado a instancias de la alcaldía en diciembre de 2019.[77][78]
- Róterdam - A principios de los años 1990, tras una larga disputa con los vecinos y el ayuntamiento, los últimos dueños de escaparates del barrio de Katendrecht echaron el cierre. Desde entonces, no hay prostitución de ventanas en Róterdam.[79]

### Suiza
- Zúrich - En 2003, la prostitución de ventana fue prohibida. Antes de la prohibición, tenía lugar en Langstrasse.[8]